# The Midnight Flyer

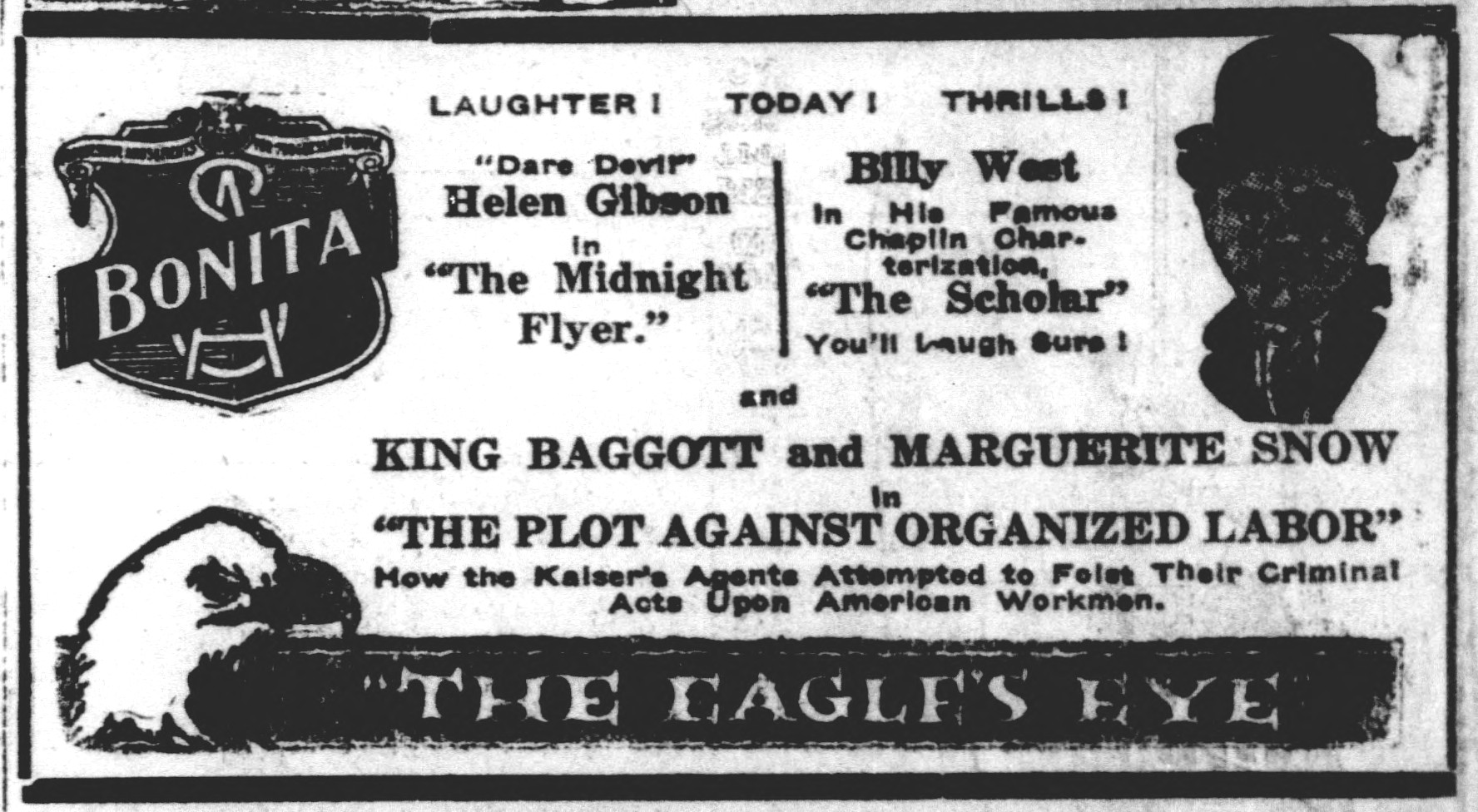
Annonce pour le film.

The Midnight Flyer est un film américain réalisé par George Marshall, sorti en 1918.

## Fiche technique
- Réalisation George Marshall
- Distributeur : Universal Film Manufacturing Company
- Durée : 20 minutes (2 bobines)[1]
- Date de sortie : 29 juin 1918

## Distribution
- Hoot Gibson
- Violet Mersereau
- Helen Gibson
- G. Raymond Nye

## Censure
Comme beaucoup de films américains de cette époque, The Midnight Flyer a été l'objet de coupes de la part des autorités de censure. Par exemple le Chicago Board of Censors a demandé de couper des scènes dans la 2e bobine de jeunes femmes assises à un bar, de l'intertitre « I've come to kill you », et de la scène de fusillade.